# Ихас, Кальман
Кальман Ихас (венг. Ihász Kálmán; 6 марта 1941, Будапешт — 31 января 2019, Будапешт) — венгерский футболист, игравший на позиции защитника. Олимпийский чемпион 1964 года, бронзовый призёр чемпионата Европы 1964 года.
Выступал, в частности, за клуб «Вашаш», а также национальную сборную Венгрии.

## Клубная карьера
Футболом начал заниматься в 1953 году в составе молодёжной команды «Вашаша», а в 1958 году дебютировал в составе основной команды клуба в матче против «Халашадаша». Цвета клуба защищал на протяжении всей своей карьеры, длившейся шестнадцать лет. Большую часть времени, проведённого в составе «Вашаша», был основным игроком защиты команды. В 1961 году впервые в составе «Вашаша» стал победителем национального чемпионата, в 1962 году команда защитила этот титул. Позже, в 1965 и 1966 годах, его команда снова стала победителем венгерского чемпионата.

## Выступления за сборную
24 июня 1962 года дебютировал в составе национальной сборной Венгрии в матче против Австрии, последний матч в футболке национальной сборной сыграл 3 декабря 1969 года против Чехословакии. В течение карьеры в национальной команде, которая длилась 8 лет (с 1962 по 1969 год), провёл в форме главной команды страны 27 матчей. С 1963 по 1964 год провёл 16 матчей в составе олимпийской сборной Венгрии.
В составе сборной был участником чемпионата мира 1962 года в Чили, чемпионата Европы 1964 года в Испании, на котором команда завоевала бронзовые награды футбольного турнира на Олимпийских играх 1964 года в Токио на котором он вместе со сборной выиграл титул олимпийского чемпиона, а также чемпионата мира 1966 года в Англии.

## После завершения карьеры игрока
После завершения карьеры игрока работал тренером в колледже физической культуры, впоследствии получил тренерский диплом (кроме этого, имел диплом сертифицированного токаря), впоследствии оставил футбола. Позже торговал в собственном магазине одежды. Активный член Клуба олимпийских чемпионов, с 2007 года работает в Венгерском олимпийском комитете.

## Достижения
- Чемпионат Венгрии
  - Чемпион (4): 1960/61, 1961/62, 1965, 1966
  - Бронзовый призёр (4): 1968, 1970/71, 1972/73
- Кубок Венгрии
  - Обладатель: 1972/73
- Кубок Митропы
  - Чемпион (4): 1960, 1962, 1965, 1969/70
  - Серебряный призёр: 1963
  - Бронзовый призёр: 1966
- Летние Олимпийские игры
  - Чемпион: 1964
- Чемпионат Европы
  - Бронзовый призёр: 1964